# Kitāb Tā’rīẖ Mayūrqa
El Kitāb Tāʾrīẖ Mayūrqa (àrab: كتاب تاريخ ميورقة, Kitāb taʾrīẖ Mayūrqa, ‘Llibre de la història de Mallorca’) és una crònica àrab dels fets ocorreguts durant la conquesta de Mallorca escrita per l'historiador àrab Ibn Amira al-Makhzumí. Té el valor de ser la sola font àrab de la conquesta, cosa que permet contrastar fets considerats dubtosos i posar-ne d'altres en qüestió que eren considerats per bons.
En qualque moment posterior a la composició l'obra es va perdre. És citada per l'historiador magrebí al-Maqqarí el segle xvi i per l'historiador mallorquí Àlvar Campaner, qui el coneixia d'aquest anterior, però durant molt de temps l'obra va romandre perduda. Finalment, el professor Muhammad Ben Ma‘mar trobà una còpia digital del manuscrit a la biblioteca de Tinduf l'any 2001, i l'estudià, edità i publicà el 2007. Un any més tard hom va publicar una traducció de l'obra al català. Mentre el text romania perdut, diverses fonts el citaven dient-ne que tractaven dels successos d'Almeria.
L'autor, Ibn Amira, exposa al pròleg que va escriure el llibre perquè un amic seu de bona posició li ho pregà, una vegada caiguda la ciutat a mans cristianes. Durant els períodes que visqué a Ceuta, Rabat, Tunis o Bugia va estar amb contacte amb molts d'exiliats mallorquins que havien fuit dels conqueridors cristians, que foren la seva font per escriure el llibre, atès que ell no va presenciar els fets.
Contràriament a allò que hom podria deduir del títol, no es tracta d'un llibre que repassi tota la història de Mallorca, ni tan sols del període islàmic, ans se centra en la darrera etapa de l'emirat, de 1209 a 1230, i principalment en la conquesta cristiana. A grans trets, coincideix força amb les versions catalanes dels fets (principalment, el Llibre dels fets del Rei en Jaume i la crònica de Pere Marsili), per bé que, com és natural, se centra en la versió musulmana del relat, de la qual, fins llavors, hom tenia molt poca informació. La visió dels fets d'Ibn Amira culpabilitza el valí Abu-Yahya, principalment per haver provocat la divisió interna, mentre que exalça la figura de Abu-Hafs ibn Sayrí.